# Гордон, Александр, 12-й граф Сазерленд
Александр Гордон, 12-й граф Сазерленд (англ. Alexander Gordon, 12th Earl of Sutherland; ок. 1552 — 6 декабря 1594) — шотландский магнат и землевладелец.

## Ранняя жизнь
Второй сын Джона Гордона, 11-го графа Сазерленда (1525—1567), и его второй жены Марион Сетон, дочери Джорджа Сетона, 6-го лорда Сетона.
Когда ему было около пятнадцати лет в 1567 году, его родители были отравлены в замке Хелмсдейл Изобель Синклер, женой Гордона из Гартли. Собственный сын Изобель Синклер также умер, но пятнадцатилетний наследник Сазерленда Александр Гордон не пострадал, унаследовав после смерти отца титул и земли графа Сазерленда. Его заставили жениться на дочери Джорджа Синклера, 4-го графа Кейтнесса, Барбаре Синклер (? — 1573), которая была более чем в два раза старше его.

## Вражда с графами Кейтнесса

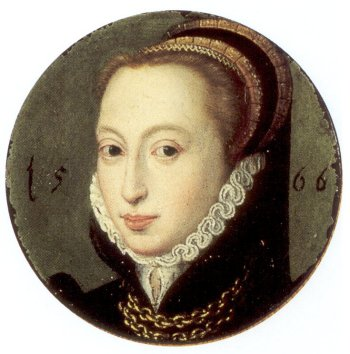
Джин Гордон (1546—1629), вторая жена Александра Гордона, 12-го графа Сазерленда, неизвестный художник, Национальная галерея Шотландии

В 1569 году Александр сбежал из семьи Синклеров в замок Хантли. Он начал процедуру развода с Барбарой Синклер. Она умерла в 1573 году, и он женился на Джин Гордон (1546—1629), бывшей жене графа Ботвелла, которая также жила в Хантли. В 1570 году произошла битва при Торран-Рое между войсками Джорджа Синклера, 4-го графа Кейтнесса, и Александра Гордона, 12-го графа Сазерленда. Первоначально Кейтнесс был побежден вассалами Сазерленда Мюрреями из Аберскросса, но он вернулся, чтобы осадить Мюрреев в Дорнохе, после чего несколько из них были обезглавлены.
По словам историка Роберта Маккея, цитирующего историка 17 века сэра Роберта Гордона, 1-го баронета, в 1585 году в Элгине (Морей), состоялась встреча между Джорджем Гордоном, 1-м маркизом Хантли, Александром Гордоном, 12-м графом Сазерлендом, Джорджем Синклером, 5-м графом Кейтнессом и Хьюстоном Дю Макеем, 13-м вождем из Стратнавера. Цель встречи, по словам Роберта Маккея, состояла в том, чтобы восстановить отношения, которые были испорчены между графом Сазерлендом, графом Кейтнессом и Хьюстоном Дю Макеем (Хью Макей) из-за действий клана Ганн и Хью Маккея в Ассинте, оба отправились туда по приказу графа Кейтнесса. Однако историк Ангус Маккей не утверждает, что Хью Маккей присутствовал на этой встрече и что целью встречи было развалить конфедерацию между Хью Маккеем и графом Кейтнессом. По словам историка Роберта Маккея, на встрече было решено, что Клан Ганн следует «убрать», потому что их считали главными виновниками этих «неприятностей и волнений», но что и Хью Маккей, и Джордж Синклер, граф Кейтнесс, не хотели нападать на своих старых союзников (клан Ганн) и поэтому покинули встречу в Элгине. В результате в 1586 году Джордж Гордон, маркиз Хантли, приехал на север в Сазерленд, земли своего двоюродного брата, Александра Гордона, 12-го графа Сазерленда. Он послал сообщение Хью Маккею и Джорджу Синклеру, графу Кейтнессу, чтобы они встретились с ним в резиденции Сазерленда в замке Данробин. По данным историка Роберта Маккея граф Кейтнесс встретился с Гордоны из Хантли и Сазерлендом, Хью Маккай не прибыл туда, и поэтому был осужден как мятежник. Однако, по мнению историка Ангуса Маккея, Хью Маккей сделал прибыл на вторую встречу, но отказался от предложения Гордонов из Хантли и Сазерленда, что клан Ганн должен быть уничтожен. Граф Кейтнесс действительно согласился с Гордонами в том, что Ганны должны быть ликвидированы. Роберт Маккей также утверждает, что граф Кейтнесс согласился с предложениями Гордона на этой второй встрече напасть на клан Ганн. По словам историка Роберта Маккея, Джордж Синклер, граф Кейтнесс, послал своих людей под командованием Генри Синклера атаковать клан Ганн. В последовавшей битве при Олт-Камне, к Ганнам присоединились Маккеи. Союзники победили Синклеров и убили их лидера Генри Синклера, который был «кузеном» графа Кейтнесса.
Согласно сэру Роберту Гордону (который сам был сыном Александра Гордона, 12-го графа Сазерленда) в 1590 году, Джордж Синклер, 5-й граф Кейтнесс, враждовавший в течение нескольких лет с Александром Гордоном, 12-м графом Сазерлендом, вторгся в Сазерленд, но потерпел поражение в битве при Клайнетрадуэлле.

## Поздняя жизнь
Граф Сазерленд и его жена жили в замке Данробин. Джин Гордон занялась бизнесом поместья Сазерленд, став его управляющей, и ей платили арендную плату и взносы. Вместе со своим мужем она проверила счета их камергера Александра Эвинсона в Данробине.
У Александра Гордона, очевидно, было слабое здоровье, и в 1580 году он передал права графства Сазерленд своему старшему сыну и наследнику Джону.
Он умер в 1594 году.
В 1599 году его вдова Джин Гордон вышла замуж за Александра Огилви из Бойна, бывшего мужа Мэри Битон.

## Семья
У Александра Гордона от первого брака с Барбарой Сиинклер не было детей. Дети Александра Гордона от второго брака с Джин Гордон:
- Джейн Гордон, которая вышла замуж за Хейстина Дю Маккея из Стратнавера и Фарра (1562—1614) в декабре 1589 года. Его первая жена Элизабет была сестрой Барбары Синклер[11]
- Джон Гордон, 13-й граф Сазерленд (1575—1615), который женился на Агнес Эльфинстон (умерла в 1617 году) 5 февраля 1600 года в Эдинбурге. Она была дочерью лорда Эльфинстона, и на двойной свадьбе ее сестра Джин Эльфинстон вышла замуж за Артура, магистра Форбса[12]. В качестве свадебных подарков король Яков VI подарил невестам комплекты золотых и жемчужных аксессуаров, в том числе ожерелье, пояс, а также «украшения» для волос на спине и переде, которые стоили шотландцам £1,333-6s-8d шотландских фунтов[13].
- Роберт Гордон из Гордонстоуна (1580—1654), который женился на Луизе Гордон, бывшей спутнице принцессы Елизаветы, и дочери Джона Гордона и Женевьев Петау де Молетт в 1613 году.
- Мэри Гордон (1582—1605), которая вышла замуж за Дэвида Росса из Балнагована в 1598 году.
- Александр Гордон из Нависдейла (род. 1585).